# 起承転結13
『起承転結13』（きしょうてんけつじゅうさん）は、2014年4月16日リリースされた松山千春13枚目のシングル・コレクション・アルバム。
68枚目「雨の日曜日」から72枚目「最後の恋」迄のシングル5枚・10曲に『リスペクト 美空ひばり「津軽のふるさと」』より「津軽のふるさと」カバー曲を追加した全11曲。

## 収録曲
全曲　作詞・作曲：松山千春
1. 雨の日曜日（5:26）
2. I LOVE YOU（3:23）
3. 愛の歌（3:52）
4. 白い雪は（4:17）
5. 伝言（3:37）
6. ふわり ふわり（5:31）
7. 夢破れて尚（4:16）
8. 君は泣く（3:46）
9. 最後の恋（4:47）
10. 愛のさまよい（3:26）
11. 津軽のふるさと（4:30）